# Petalidiinae
Petalidiinae Benth. & Hook.f., 1876 è una sottotribù di piante angiosperme appartenenti alla famiglia delle Acantacee.

## Etimologia
Il nome della sottotribù deriva dal suo genere tipo Petalidium Nees, 1832 che a sua volta deriva dal greco petatilidion parola composta da due parti: idium (= simile) e petalum (= petalo, fogliolina) e fa riferimento alla forma delle bratteole delle piante di questo genere.
Il nome scientifico della sottotribù è stato definito dai botanici inglesi George Bentham (22 settembre 1800 – 10 settembre 1884) e Joseph Dalton Hooker (Halesworth, 30 giugno 1817 – Sunningdale, 10 dicembre 1911) nella pubblicazione "Genera Plantarum ad exemplaria imprimis in herbariis Kewensibus - 2: 1062, 1064. 1-16 Mai 1876" del 1876.

## Descrizione

### Portamento
Il portamento delle specie di questa sottotribù è erbaceo perenne o arbustivo pubescente, anche ghiandolare. In Dyschoriste (e altri generi come Ruelliopsis) il portamento è sufruttescente ossia strisciante e radicante ai nodi, da decombente a ascendente o eretto nella parte apicale. Nelle varie parti vegetative sono presenti dei glicosidi fenolici spesso in composti iridoidi, alcaloidi e diterpenoidi; sono presenti inoltre i cistoliti. In Strobilanthopsis alcune specie producono un odore sgradevole.

### Foglie
Le foglie, in genere picciolate e con disposizione opposta, hanno delle forme ovate o leggermente oblunghe. I margini sono interi, crenati o dentati. La superficie può essere pubescente o ruvida per peli semplici o stellati. In Phaulopsis le foglie sono anisofille.

### Infiorescenze

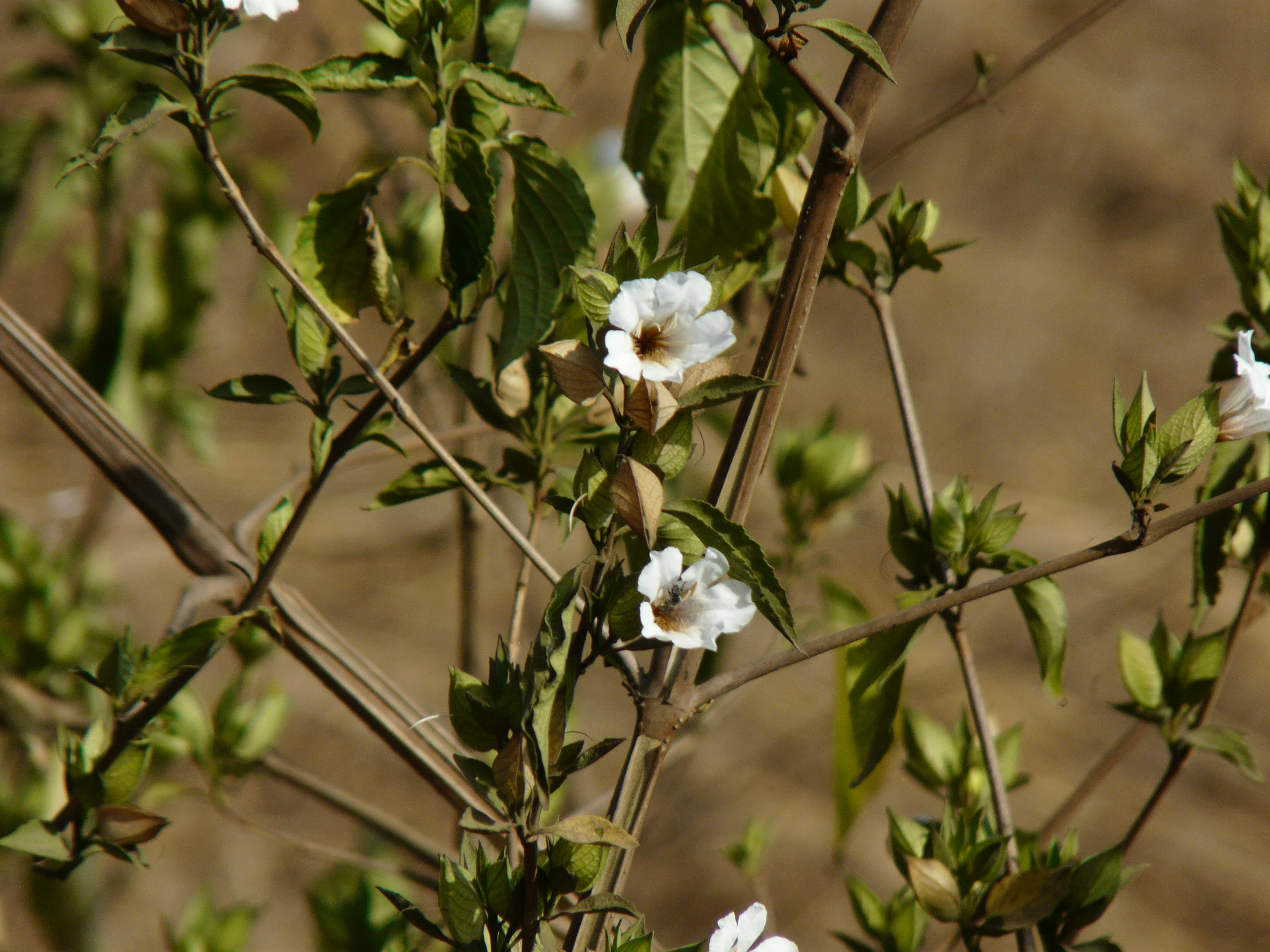
Infiorescenza
Petalidium barlerioides

Le infiorescenze sono terminali o dicasiali ascellari. I fiori sono sessili o subsessili, solitari o raggruppati su rami laterali. Le brattee  hanno varie forme da piccole o assenti fino a grandi e simili alle foglie; a volte sono spatolate. Le bratteole sono 2, grandi con forme ovali e nervature reticolate e apici scariosi.

### Fiori

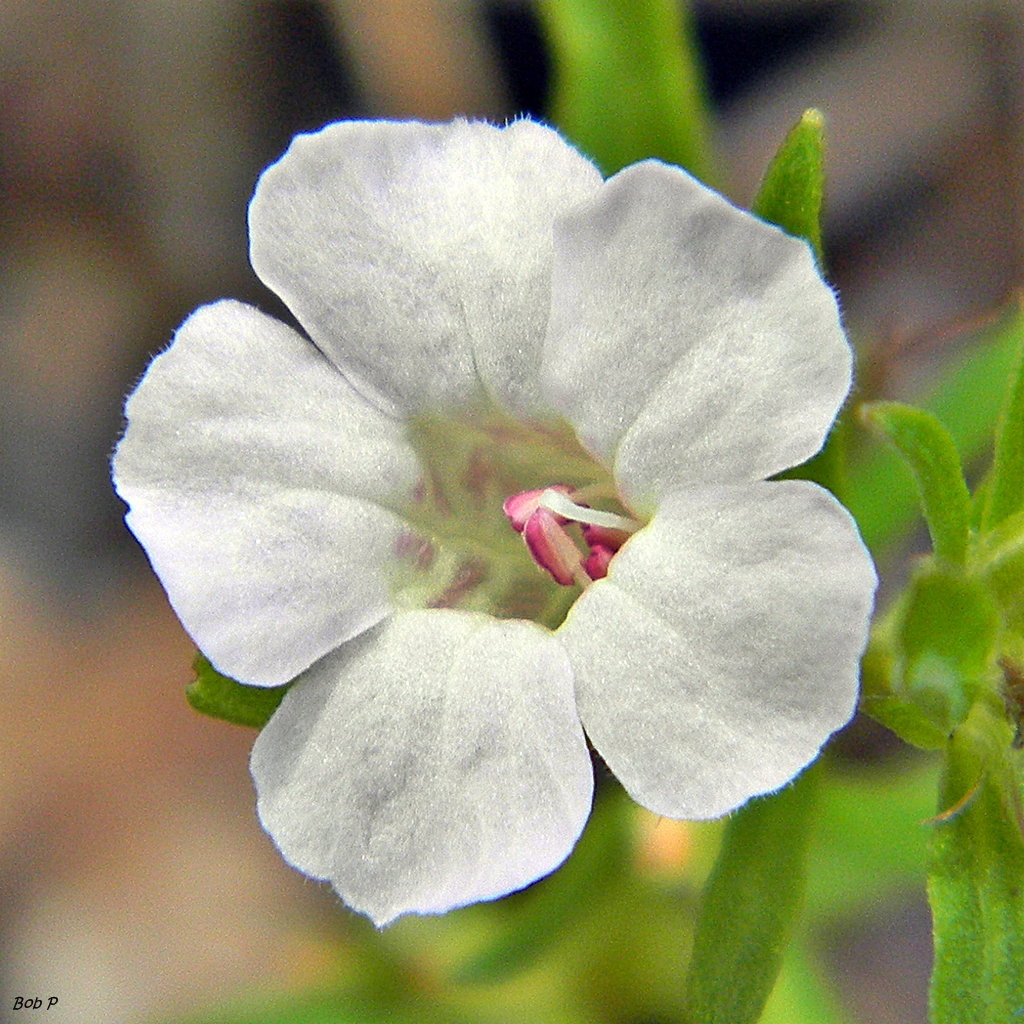
I fiori
Dyschoriste angusta

I fiori sono ermafroditi e zigomorfi; sono inoltre tetraciclici (ossia formati da 4 verticilli: calice– corolla – androceo – gineceo) e pentameri (i verticilli del perianzio hanno più o meno 5 elementi ognuno).
- Formula fiorale:[11]

X, K (5), [C (2+3), A 2+2 o 2] G (2/supero), capsula
- Il calice, gamosepalo, è formato da 5 profondi lobi subuguali. In genere il calice è più o meno attinomorfo. La forma dei lobi varia da strettamente lineare-lanceolata a ovale. La superficie del calice può essere tomentosa o anche ispido-pelosa.

- La corolla, gamopetala, è formata da un tubo, diritto e snello o curvo, dilatato all'apice o a forma d'imbuto terminate con 5 lobi subuguali (calice attinomorfo) e arrotondati. In altre specie (Duosperma, Dyschoriste) la corolla è bilabiata (corolla zigomorfa) con il labbro superiore a 2 lobi e quello inferiore a 3 lobi (il palato può avere delle coste trasversali). Durante la gemmazione i lobi sono contorti a sinistra. Il colore della corolla è bianco, malva, viola, lilla o blu (raramente rosso). In alcune specie (Duosperma) possono essere presenti dei segni rossastri sul labbro inferiore. In Strobilanthopsis le gole sono arancioni.

- L'androceo è formato da 4 stami fertili didinami. In alcune specie (Dyschoriste) due stami possono essere ridotti a staminoidi. Gli stami sono adnati alla corolla e sono sporgenti o inclusi nel tubo della corolla. I filamenti sono coerenti alla base. Le antere hanno due teche parallele, oblunghe, sagittate e setolose alla base; a volte è presente uno sperone apicale oppure la teca è semplicemente mucronata con una appendice basale. È presente un disco nettarifero. Il polline ha una morfologia varia; ad esempio nel genere Dyschoriste ha delle forme subprolate ed è del tipo tricolpoporato con pori equatoriali e 6 – 8 pseudocolpi (fino a 48 pseudocolpi). In Ruelliopsis il polline ha delle forme globose, è liscio a grosse coste.

- Il gineceo è formato da un ovario supero bicarpellare (a due carpelli connati - ovario sincarpico) e quindi biloculare. La placentazione in generale è assile. Ogni loggia può contenere da 1 a 4 ovuli (in Strobilanthopsis un solo uovo si sviluppa in un seme). Gli ovuli possono essere anatropi o campilotropi con un solo tegumento e sono inoltre tenuinucellati (con la nocella, stadio primordiale dell'ovulo, ridotta a poche cellule).[16] Lo stilo glabro o pubescente è lungo e filiforme con uno stigma subbilobo (a due lobi diseguali).

### Frutti
I frutti sono delle capsule cilindriche, o brevemente stipitate o compresse, lucenti e glabre, con 2 - 4 semi per loculo (in Duosperma è presente un seme per loculo). I semi con forme discoidi hanno la superficie ricoperta da tricomi igroscopici. I semi sono provvisti di un funicolo persistente (il retinacolo è uncinato). L'endosperma in genere è assente. La deiscenza dei frutti è elastica (derivata dalla particolare placentazione dell'ovario).

## Biologia
Le specie di questo raggruppamento si riproducono prevalentemente per impollinazione tramite insetti  quali api, vespe, falene e farfalle (impollinazione entomogama).
La dispersione dei semi avviene inizialmente a causa del vento (dispersione anemocora); una volta caduti a terra sono dispersi soprattutto da insetti tipo formiche (mirmecoria).

## Distribuzione e habitat
La distribuzione delle specie di questo gruppo è fondamentalmente africana (a parte qualche specie americana o asiatica) con habitat per lo più tropicali.

## Tassonomia
La famiglia delle Acanthacee comprende 208 generi con oltre 4.500 specie. La famiglia è suddivisa in 4 sottofamiglie; la sottotribù Petalidiinae  appartiene alla sottofamiglia Acanthoideae (tribù Ruellieae) caratterizzata soprattutto dalla presenza di cistoliti nelle foglie e del retinacolo nei semi.

### Generi
La sottotribù si compone di 6 generi e 177 specie:
- Duosperma Dayton (26 spp.)
- Dyschoriste Nees (99 spp.)
- Echinacanthus Nees (4 spp.)
- Petalidium Nees (46 spp.)
- Ruelliopsis C.B.Clarke (1 sp.)
- Strobilanthopsis S.Moore (1 sp.)

### Filogenesi

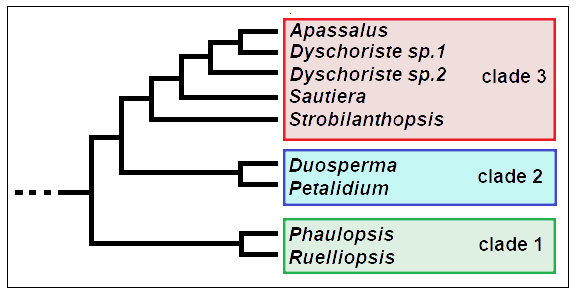
Cladogramma della sottotribù

All'interno della tribù Ruellieae la sottotribù Petalidiinae occupa, da un punto di vista filogenetico, una posizione abbastanza centrale e insieme alla sottotribù Mimulopsidinae formano un "gruppo fratello". Queste due gruppi fanno parte di un clade ("TMPSH") fortemente sostenuto composto oltre dalle sue sottotribù citate anche dalle seguenti altre sottotribù: Trichantherinae, Hygrophilinae e Strobilanthinae. Il clade TMPSH forma una "politomia basale" all'interno delle Ruellieae ed è unito, da un punto di vista morfologico, dalla presenza di polline di tipo porato o colpoporato e pseudocolpato con i pori dalle labbra prominenti. Nel sottogruppo "Hygrophilinae+(Petalidiinae+Mimulopsidinae)" si trovano piante con polline 12-pseudocolpoporato; questo è un carattere che viene ipotizzato essere diagnostico per tale gruppo. Un altro carattere di questo gruppo (e quindi della sottotribù Petalidiinae) è la configurazione a spina di pesce delle corolle (petali carenati), che presumibilmente funziona come guida al nettare per gli insetti pronubi.
I caratteri principali della sottotribù Petalidiinae e che la dividono dalla sottotribù "sorella" Mimulopsidinae sono:
- le antere sono provviste di appendici basali;
- gli ovuli per ovaia sono al massimo 4 (con l'eccezione di Ruelliopsis);
- i semi hanno dei tricomi igroscopici su tutta la superficie.

All'interno della sottotribù sono stati risolti tre cladi fortemente supportati: (clade 1) Phaulopsis + Ruelliopsis, (clade 2) Duosperma + Petalidium e (clade 3) Strabilanthopsis + Dyschoriste. Inoltre il clade 2 e 3 formano un "gruppo fratello" e rappresentano il "core" della sottotribù (il clade 1 è "basale" al gruppo). Mentre non sono riscontrabili delle sinapomorfie per il clade Phaulopsis + Ruelliopsis, viceversa per il clade Duosperma + Petalidium due probabili sinapomorfie sono: (1) la produzione di solo due ovuli per capsula, con a volte anche due ovuli abortiti; (2) la conservazione dei frutti racchiusi in brattee cartacee. Le piante di entrambi i generi del gruppo Strabilanthopsis + Dyschoriste hanno ovaie con quattro ovuli e androceo con quattro stami con antere provviste basalmente di appendici. In  Dyschoriste sono compresi anche i generi Apassalus e Sautiera spesso considerati sinonimi di Dyschoriste che risulta l'unico genere non monofiletico della sottotribù.
Il cladogramma a lato, tratto dallo studio citato e semplificato, mostra l'attuale conoscenza filogenetica della sottotribù.

### Alcune specie

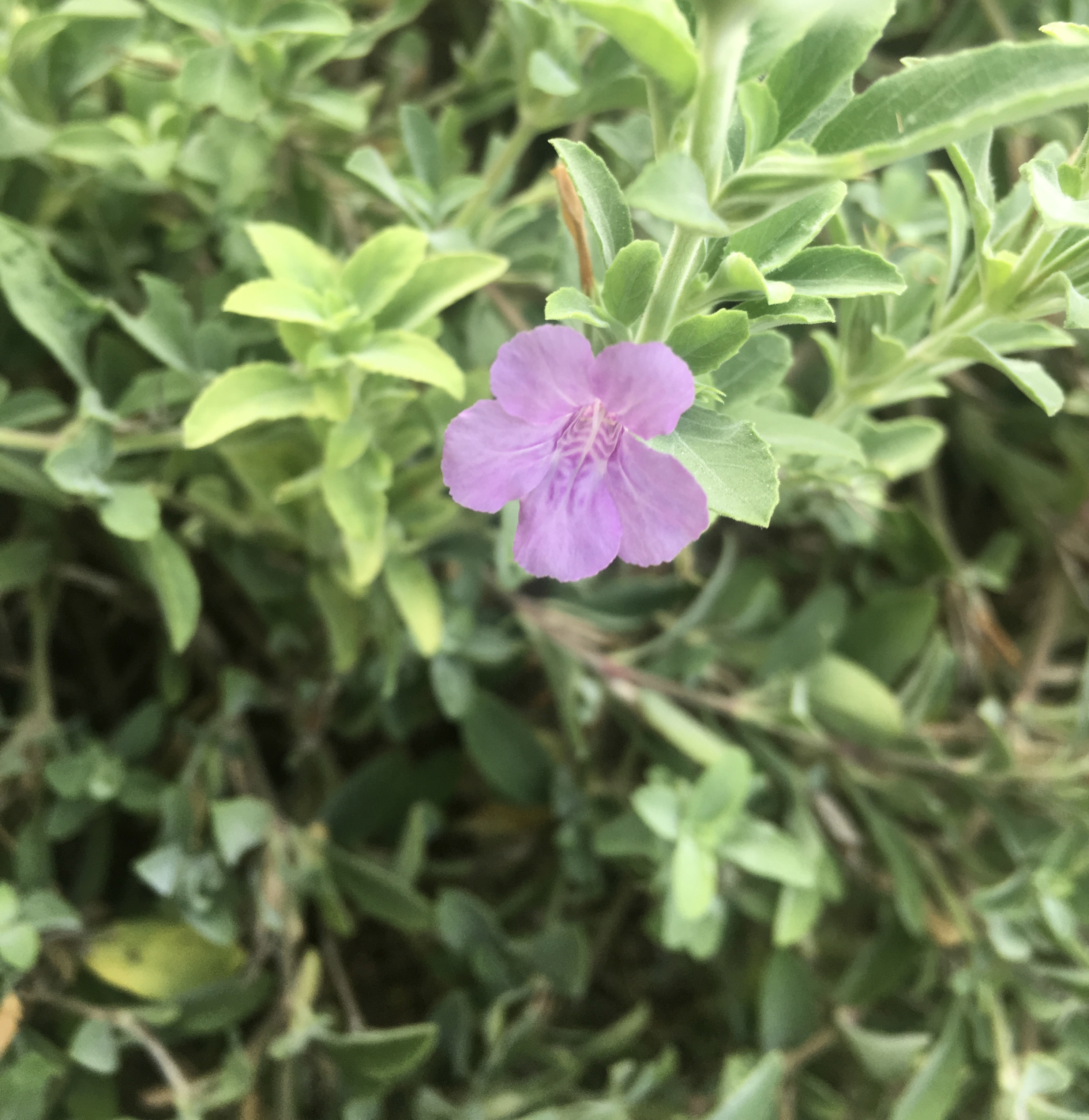
Dyschoriste crenulata
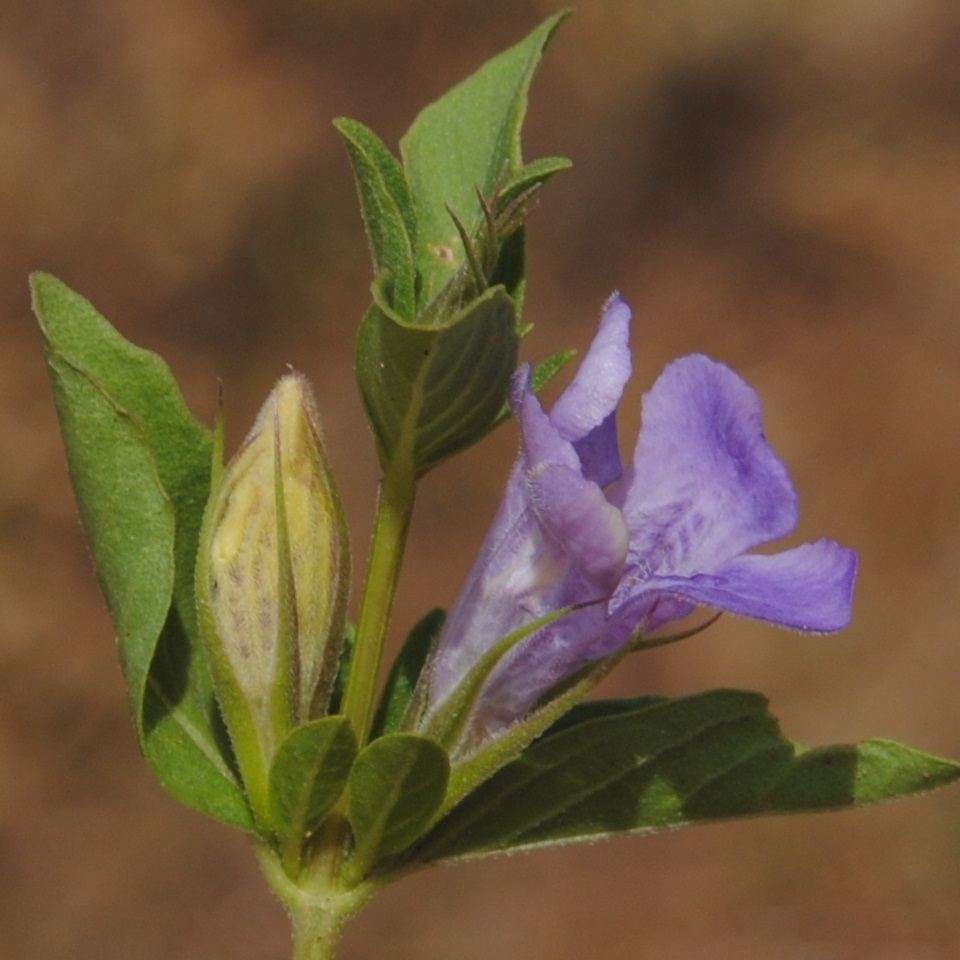
Dyschoriste humilis
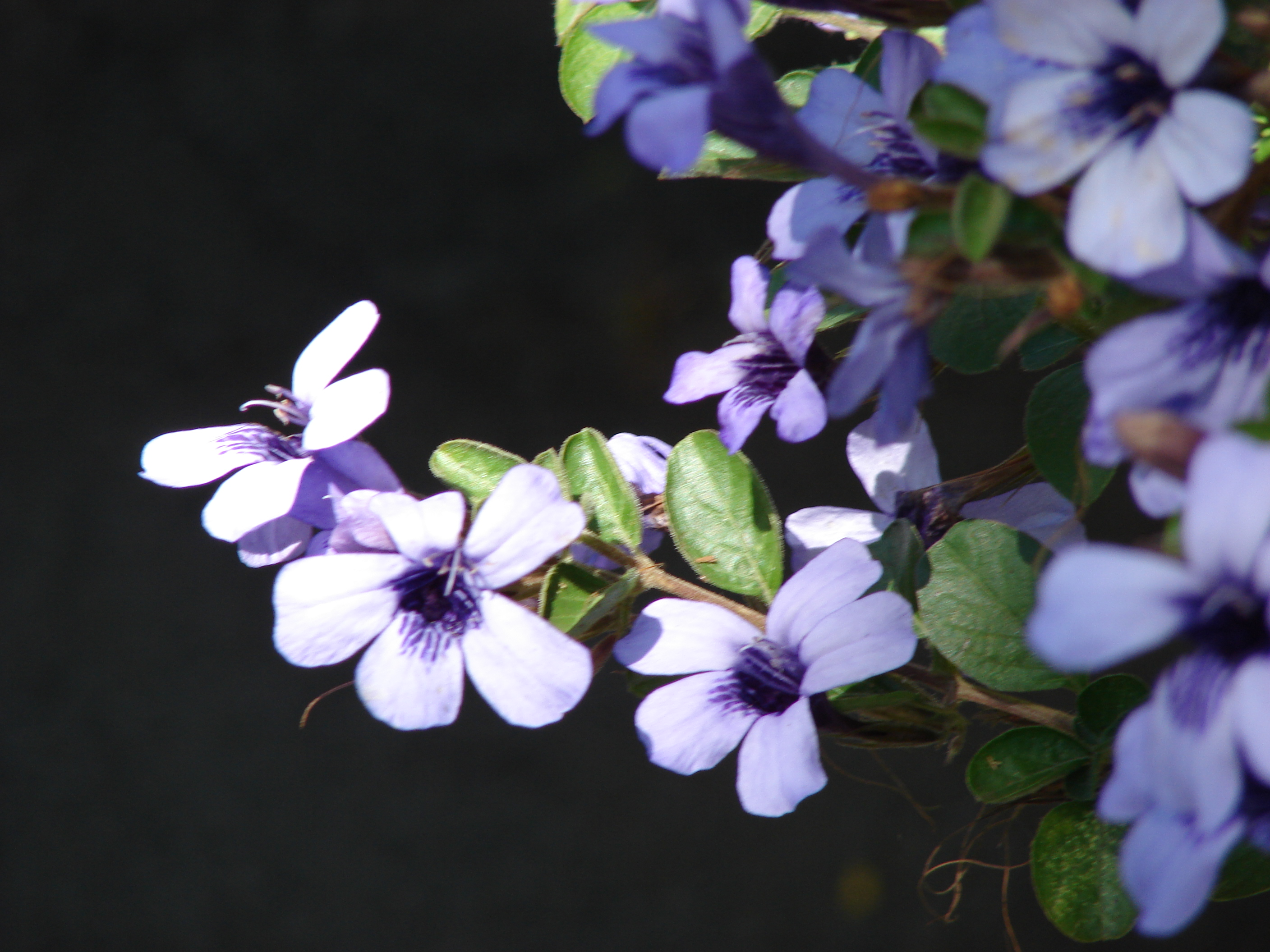
Dyschoriste hygrophyloides